# 레가네스 센트랄역
레가네스 센트랄 역(스페인어: Leganés Central)은 마드리드 지하철 12호선의 역이다. 지상에는 레가네스 철도역이 위치해 있어, 세르카니아스 마드리드 C3호선과 메디아 디스탄시아 열차로 환승할 수 있다. 마드리드 지방 레가네스 시의 오레야나 대로에 위치해 있다. 요금구역상으로는 B1구역에 속한다.

## 역사
2001년 11호선이 건설될 당시 레가네스의 세르카니아스 철도역과 연결되는 지하철역이 기획되었다. 이후 2003년 4월 11일 12호선의 전 구간 개통과 함께 '레가네스 센트랄'이란 이름으로 문을 열었다.

## 환승 정보
역 주변에 시외버스 정류장이 일곱 곳 있다.
버스
- 시외버스
  - 432, 480, 482, 484, 485, 486번 노선 (주간)
  - N803, N804번 노선 (야간)

지하철
| 마드리드 지하철               | 마드리드 지하철        | 마드리드 지하철    |
| ----------------------------- | ---------------------- | ------------------ |
| 오스피탈 세베로 오초아 순환선 | 마드리드 지하철 12호선 | 산 니카시오 순환선 |